# Oenanthe thomsonii
Oenanthe thomsonii är en flockblommig växtart som beskrevs av Charles Baron Clarke. Oenanthe thomsonii ingår i släktet stäkror, och familjen flockblommiga växter.

## Underarter
Arten delas in i följande underarter:
- O. t. stenophylla
- O. t. thomsonii